# Emicrania da gelato
L'emicrania da gelato, nota anche come mal di testa da gelato o cervello ghiacciato  o con il suo nome scientifico ganglioneuralgia sfenopalatina, è una forma di mal di testa o rapido dolore al cranio comunemente associato al consumo, soprattutto improvviso, di bevande fredde o cibi come gelato.

## Cause
La "cefalea da gelato" si verifica quando si mangiano o bevono rapidamente sostanze molto fredde. È esperienza comune che si verifica quando si applicano sostanze gelate sulla volta del cavo orale (il palato) o quando le stesse sono inghiottite. Sembra però possibile che il disturbo possa verificarsi semplicemente con una prolungata esposizione dell'orofaringe a temperature molto basse.
L'assunzione di cibo freddo comporta una costrizione dei vasi sanguigni presenti nel palato. In breve il venir meno dello stimolo del freddo comporta un'altrettanto rapida vasodilatazione degli stessi vasi. Si tratta di una risposta fisiologica di compenso, per certi versi simile al meccanismo che comporta l'arrossamento del volto quando si rientra in un ambiente caldo dopo essere stati esposti ad un intenso freddo esterno.
Nel palato, questa dilatazione viene rilevata da alcuni nocicettori (recettori del dolore), i quali, una volta stimolati, inviano un segnale al cervello attraverso il nervo trigemino, uno dei principali nervi del volto.
Questo nervo normalmente veicola stimoli sensitivi, compresi quelli dolorosi, provenienti da un'ampia regione della faccia. 
Quando gli stimoli giungono al cervello, questo li interpreta come provenienti dalla zona della fronte: si tratta di un tipico esempio di "dolore riferito" cioè di un dolore che viene proiettato a distanza rispetto alla zona in cui effettivamente si origina.
Probabilmente nei soggetti con emicrania le vie del dolore centrali rimangono ipereccitabili tra gli attacchi spontanei, e ciò giustifica la maggiore prevalenza del disturbo nei soggetti cefalgici. Molti ricercatori suggeriscono che un simile meccanismo vascolare e nervoso possa essere implicato nel fenomeno dell'aura (disturbi sensoriali) e nella cefalea pulsante tipica di alcuni tipi di emicranie. È possibile che nella genesi del disturbo siano implicati altri meccanismi.

### Teoria dell'arteria cerebrale anteriore
Un'altra teoria sulle cause dell'emicrania da gelato afferma che il fenomeno si spiega con una rapida dilatazione seguita da un'altrettanto rapida costrizione dell'arteria cerebrale anteriore.
Quest'arteria fornisce sangue ossigenato alla maggior parte dei lobi frontali e delle porzioni superiori e mediali di quelli parietali. L'improvviso stimolo freddo conseguente all'ingestione di gelato causerebbe un aumento del flusso ematico al cervello attraverso l'arteria cerebrale anteriore. Si tratterebbe di un meccanismo di difesa del cervello (l'organo umano più vulnerabile all'ischemia, come noto ai ricercatori che studiano i modi per ottimizzare la rianimazione cardiopolmonare), volto a proteggersi dal repentino abbassamento della temperatura attraverso l'aumentato afflusso di sangue caldo, conseguenza della vasodilatazione arteriosa.
Sfortunatamente la scatola cranica è un contenitore chiuso ed un repentino aumento del volume di sangue che circola nel contenuto della scatola cranica (il cervello), nonostante l'esistenza di alcuni meccanismi di compenso, comporta emicranie lancinanti e dolori molto intensi. Quando l'arteria cerebrale anteriore si restringe, una forma di risposta compensatoria all'aumento del volume di sangue nella circolazione cerebrale, il dolore scompare. Nella prima fase l'afflusso di sangue, causa la comparsa di emicrania da gelato, probabilmente in relazione all'aumento della pressione intracranica. 
L'emicrania persiste fino a quando l'aumentato afflusso non viene gradualmente ridotto e poi eliminato.  Con l'aumento della pressione endocranica e della temperatura del cervello i vasi sanguigni iniziano a contrarsi (vasocostrizione compensatoria), cosicché la pressione nel cervello viene ridotta prima di raggiungere livelli pericolosi.

## Segni e sintomi
In genere, il mal di testa compare in circa 10 secondi e raggiunge un picco di intensità in 30 secondi o meno. Raramente alcuni soggetti sperimentano una sensazione di intenso dolore per periodi più prolungati, 2-5 minuti. Il dolore è spesso riferito con caratteristiche simili a quelle di una violenta coltellata, generalmente viene ad essere localizzato al centro della fronte, ma può essere localizzato su un solo lato, nella regione temporale, frontale e talvolta in regione retro orbitaria. Quando monolaterale, i sintomi tendono verso il medesimo lato dove è stato applicato lo stimolo termico freddo che ha avuto un effetto "trigger". Se la causa scatenante è stata l'ingestione il dolore è più spesso bilaterale.

## Incidenza
È stato stimato che circa una persona su tre (31%) soffre di questi mal di testa mangiando gelato. Alcuni studiosi suggeriscono che il fenomeno è decisamente più comune (93%) nelle persone che solitamente hanno delle emicranie. Non tutti gli scienziati concordano con queste conclusioni. Sembra che anche i bambini con emicrania sviluppino più facilmente la cefalea da gelato rispetto ai coetanei affetti da semplici mal di testa di origine muscolo-tensiva. Secondo uno studio in Taiwan la prevalenza del fenomeno nel sesso maschile è decisamente maggiore rispetto a quella del sesso femminile.

## Prevenzione
Il modo più semplice ed efficace per prevenire il disturbo è quello di imparare a consumare il cibo freddo o liquido più lentamente, in modo più controllato e meno compulsivo.
Infatti semplicemente tenendo in bocca queste sostanze per un tempo sufficientemente prolungato si dà modo al palato di abituarsi alla temperatura più bassa.